# Cavitação (embriologia)

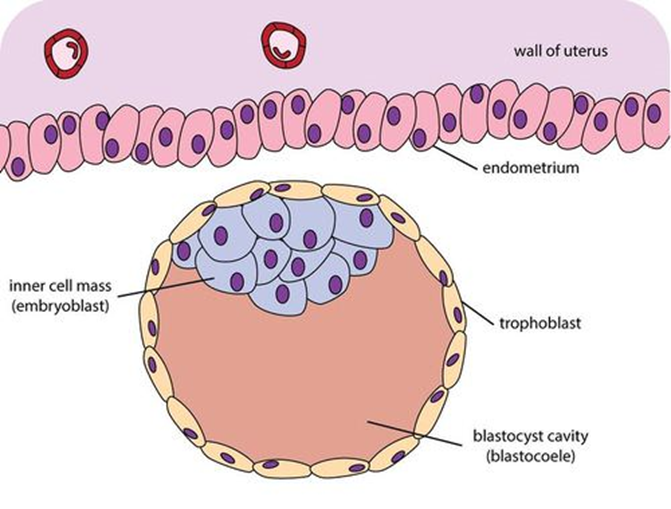
Após o processo de cavitação, forma-se a blastocele.

Cavitação é um processo no início do desenvolvimento embrionário que se segue à clivagem. A cavitação é a formação doa blastocélio, uma cavidade cheia de fluido que define a blástula, ou, nos mamíferos, o blastocisto. Após a fertilização, ocorre a divisão celular do zigoto, resultando na formação de uma bola sólida de células (blastómeros denominada mórula. A divisão celular aumenta o seu número na mórula, e a mórula diferencia-as em dois grupos. As células internas tornam-se a massa celular interna e as células externas tornam-se o trofoblasto. Antes de ocorrer a diferenciação celular, existem dois fatores de transcrição, Oct-4 e nanog que são expressos uniformemente em todas as células, mas ambos os fatores de transcrição são desativados no trofoblasto depois de este ser formado.
As células trofoblásticas formam junções estreitas entre si, tornando a estrutura à prova de fugas. As células trofoblásticas possuem bombas de sódio nas suas membranas e bombeiam sódio para o centro da mórula. Este atrai o fluido por osmose, provocando a formação de uma cavidade no interior da mórula e o seu aumento de tamanho.  A cavidade é a blastocele. Após a formação do blastocélio, a massa celular interna posiciona-se numa parte da cavidade, enquanto o resto da cavidade é preenchida com fluido e revestida por trofoblastos.